# 사천 구계서원
사천 구계서원(泗川 龜溪書院)은 대한민국 경상남도 사천시 사천읍 구암리에 있는 서원이다.
1983년 7월 20일 경상남도의 문화재자료 제40호 구계서원으로 지정되었다가, 2018년 12월 20일 현재의 명칭으로 변경되었다.

## 개요
조선 명종(재위 1545∼1567) 때 학자인 구암 이정을 추모하기 위해 세운 서원이다.
이정(1512∼1571)은 중종 31년(1536) 진사로 별시문과에 장원급제하여 높은 벼슬을 두루 거쳤다. 성리학에 밝았으며 후진양성 교육에 힘을 기울였다.
이 서원은 선조 39년(1606)에 세웠으며, 광해군 3년(1611) 사당인 구산사를 세웠다. 숙종 2년(1676)에 '구계'라는 현판을 나라에서 받아 사액서원으로 승격되었다. 경종 3년(1723)에는 성옹 김덕함의 위패를 추가로 모셨으며, 고종 5년(1868) 흥선대원군의 서원철폐령으로 폐쇄되었던 것을 1931년에 다시 세웠다.
서원 안에는 대관대, 사당, 동재·서재, 내삼문, 외삼문 등이 있으며, 해마다 3월과 9월에 제사를 지내고 있다.

## 같이 보기
- 이정

## 참고 자료
- 사천 구계서원 - 국가유산청 국가유산포털